# Oophytum
Oophytum ist eine Pflanzengattung aus der Familie der Mittagsblumengewächse (Aizoaceae). Der botanische Name leitet sich von den griechischen Worten ωόν (oon) für „Ei“ und φυτόν (phyton) für „Pflanze“ ab und verweist auf den eiförmigen Körper der Pflanzen.

## Beschreibung
Die Pflanzen der Gattung Oophytum wachsen kompakt und bilden im Alter kleine Haufen. Jeder Trieb bildet pro Jahr für gewöhnlich zwei Blattpaare aus. Die Laubblätter sind vollständig miteinander verwachsen und bilden eiförmige oder fast kugelförmige Körper, die eine Wuchshöhe von 8 bis 12 Millimetern und eine Breite von 4 bis 10 Millimetern aufweisen. Das zweite Blattpaar verwandelt sich in eine papierartige Hülle und bedeckt das erste Blattpaar während der Ruheperiode. Die Blätter sind dunkelgrün bis bräunlich grün oder gelblich grün und werden gegen Ende der Wachstumsperiode leuchtend bräunlich rot. Ihre Epidermis enthält kleine Blasenzellen.
Die einzeln stehenden Blüten sitzen an einem kurzen Blütenstiel und erscheinen aus dem durch das zweite Blattpaar an der Oberfläche gebildeten Spalt. Der Fruchtknoten bleibt innerhalb des Pflanzenkörpers. Es sind sechs Kelchblätter vorhanden. Die äußeren beiden sind gegenständig, die restlichen spiralförmig angeordnet. Die Kronblätter stehen, wie auch die fadenförmigen Staminodien, in etwa zwei Reihen. Kronblätter und Staminodien sind an der Spitze rosarot oder gelegentlich auch vollständig weiß. Die Nektarien sind zu einem Ring verwachsen.
In ihrer Heimat liegt die Blütezeit zwischen Juli und September. Die Blüten öffnen sich am Mittag und schließen sich gegen 17:00 Uhr.
Die sechsfächrigen Kapselfrüchte besitzen breite Klappenflügel, aber keine Verschlusskörper und enthalten schwarze oder hellbraune Samen.

## Systematik, Chromosomenzahl und Verbreitung
Das Verbreitungsgebiet der Gattung Oophytum liegt in der Knersvlakte und erstreckt sich in der südafrikanischen Provinz Westkap nördlich von Vanrhynsdorp bis nach Vredendal. Die Pflanzen wachsen auf quarzithaltigen Ebenen oder Hängen. Die Niederschlagsmenge beträgt weniger als 200 Millimeter pro Jahr und fällt hauptsächlich im Winter.
Die Chromosomenzahl ist {\displaystyle 2n=18}.
Die Erstbeschreibung wurde 1925 von Nicholas Edward Brown veröffentlicht. Die Typusart ist Oophytum oviforme. Nach Hans-Dieter Ihlenfeldt (2017) umfasst die Gattung Oophytum die beiden folgenden Arten:
- Oophytum nanum (Schltr.) L.Bolus
- Oophytum oviforme (N.E.Br.) N.E.Br.

## Nachweise

## Weiterführende Literatur
- H.-D. Ihlenfeldt: Morphologie und Taxonomie der Gattung Oophytum N.E. Br. (Mesembryanthemaceae). In: Botanische Jahrbücher für Systematik, Pflanzengeschichte und Pflanzengeographie. Leipzig. Band 99, S. 303–328, 1978